# Neolophonotus dysmicus
Neolophonotus dysmicus là một loài ruồi trong họ Asilidae. Neolophonotus dysmicus được Londt miêu tả năm 1988. Loài này phân bố ở vùng nhiệt đới châu Phi.